# San Luis Fútbol Club
O San Luis Fútbol Club foi um clube de futebol do México. Extinto em 28 de maio de 2013, mudou-se para o estado de Chiapas e formou o Chiapas Fútbol Club. Porém, na cidade de San Luis Potosí nasceu um outro clube, o Atlético San Luis, que disputou a Liga de Ascenso.

## História
Fundado no dia 23 de setembro de 1966, sua sede é a cidade de San Luis Potosí e seu estádio é o Alfonso Lastras Ramírez. Em 2008 disputou pela primeira vez a InterLiga, ficando em 4º lugar. Em 2009 disputou pela primeira vez a Copa Libertadores da América, onde conseguiu um 2º lugar na fase de grupos mas não pode jogar as oitavas de final, devido aos incidentes da Gripe A.
No ano de 2010 o San Luis voltou a disputar a Copa Libertadores, começando pelas oitavas de final, ganhando classificação prévia pelo incidente no ano anterior. No entanto, acabou sendo eliminado com duas derrotas para o Estudiantes, da Argentina, por 1 a 0 e 3 a 1.
No ano de 2013 o time foi mudado para Chiapas. O San Luís ainda tem um equipe na Liga de Ascenso, o Atlético San Luis.

## Estádio
Seu estádio é o Alfonso Lastras Ramírez, com capacidade para 35.000 torcedores.

## Títulos
- Terceira Divisão: 1969–70
- Segunda Divisão: 1970–71 e 1975–76
- Liga de Ascenso: 2002 (Verão) e 2004 (Apertura)

### Campanhas de destaque
- InterLiga: 4º lugar - 2008